# John Crombez
John Crombez (Ostenda, 19 settembre 1973) è un politico belga fiammingo, membro del Partito Socialista Differente (sp.a). È stato dal 2011 al 2014 Segretario di Stato per la lotta contro la frode sociale e fiscale nel governo Di Rupo e mantiene dal 13 giugno 2015, la presidenza della sp.a. A livello locale, Crombez è consigliere comunale a Ostenda.

## Biografia
John Crombez ha studiato economia all'Università di Gand e scienze statistiche all'Università di Neuchâtel. Nel 2001 ha conseguito il dottorato in economia presso l'Università di Gand. Inizialmente, ha lavorato come assistente di ricerca nel gruppo di economia delle finanze dell'Università di Gand. Dal 2001 Crombez lavora come docente.
Il suo ingresso in politica avviene mentre studia ancora. L'ultimo incarico di John Combez sulla lotta contro la frode attirò l'attenzione nella sp.a. dei politici Freddy Willockx e Johan Vande Lanotte. Nel 2003 è stato assunto come consigliere del gabinetto dei ministri di Vande Lanotte ed è stato promosso nel 2005 a capo del gabinetto del ministro fiammingo Freya Van den Bossche (sp.a).
John Crombez è entrato nella politica attiva nel 2009, quando è stato eletto al Parlamento fiammingo e contemporaneamente Senatore della Comunità per la sp.a. Nel 2011, Crombez è diventato Segretario di Stato per la lotta contro la frode sociale e fiscale nel governo federale sotto il Primo ministro Elio Di Rupo (PS). In tale veste, ha presentato nel 2012 un piano d'azione globale antifrode.
Nell'elezione del partito nel 2015 Crombez ha sconfitto il presidente uscente Bruno Tobback (sp.a). Ha assunto la presidenza il 13 giugno 2015.